# Horizontal e vertical

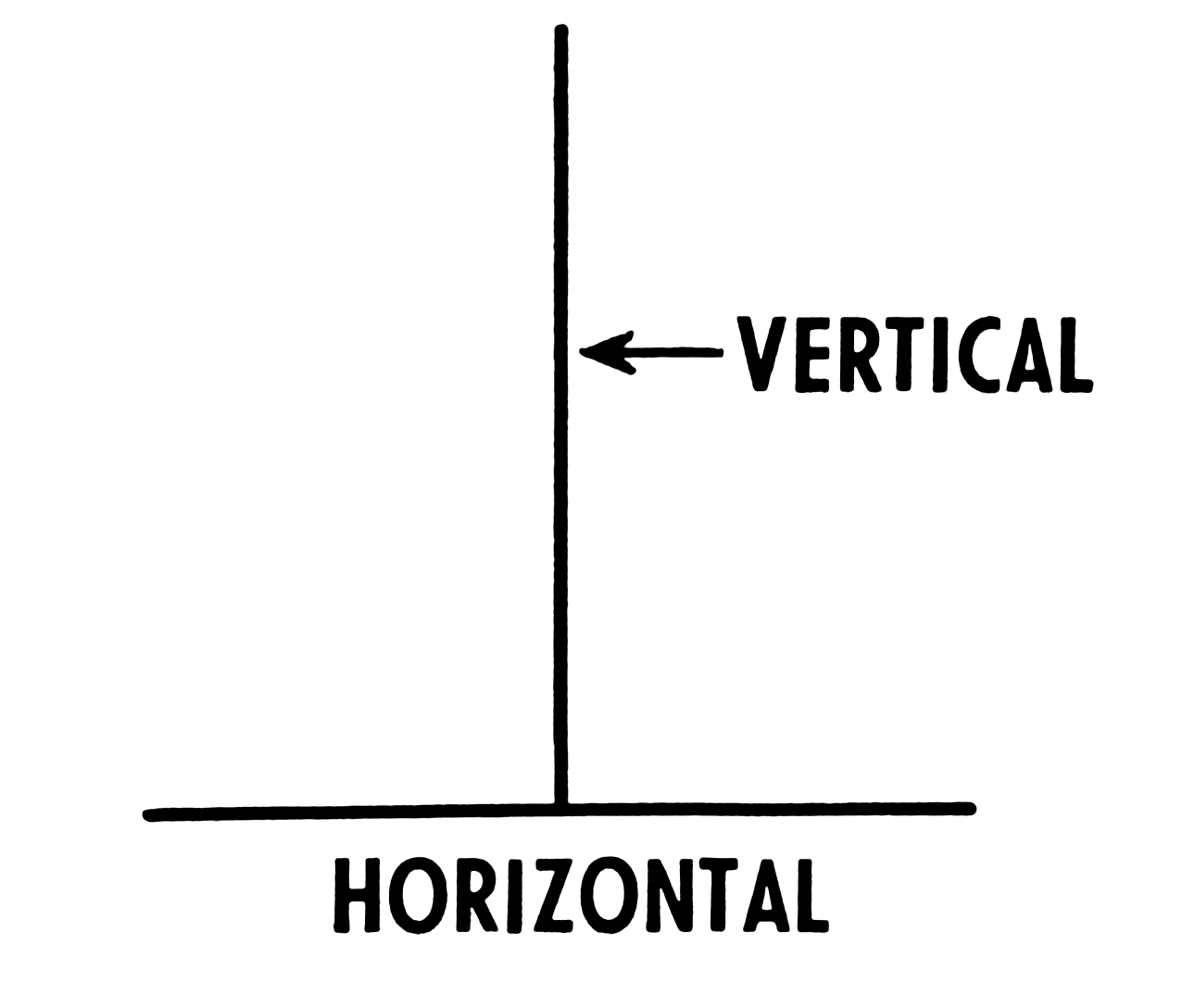
Uma representação das duas direções

Em astronomia, geografia e em contextos e ciências relacionadas, uma direção ou plano que passa por um determinado ponto é considerado vertical se contiver a direção da gravidade local naquele ponto. Em contrapartida, uma direção ou plano é dito horizontal se for perpendicular à direção vertical. 
Em geral, algo que é vertical pode ser desenhado de cima para baixo (ou de baixo para cima), como o eixo y no sistema de coordenadas cartesianas. Já uma linha horizontal pode ser descrito como uma linha reta imaginária cuja direção é paralela ao horizonte terrestre. Ela é perpendicular à vertical a partir do ponto de observação.

## Definições

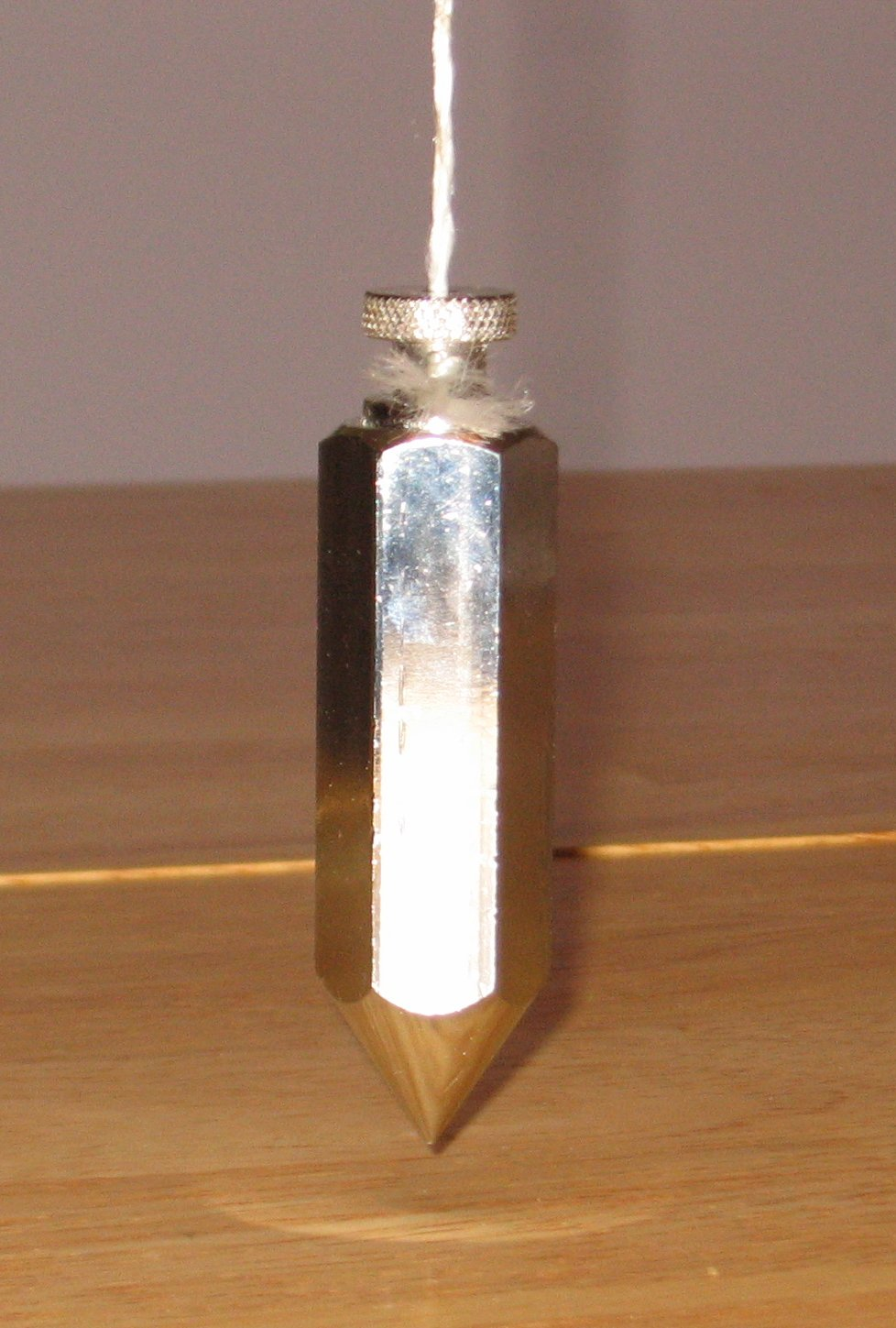
Um pêndulo alinhado verticalmente.

Vertical pode ser a linha de prumo usada pelos pedreiros ou a imaginária, alinhada exatamente como a linha de direção da força da gravidade e o prumo, e consequentemente perpendicular ao horizonte (preferencialmente) marítimo, considerando-o um referencial sobre a terra ou corpos semelhantes. Devido a curvatura da terra a vertical só poderá ser definida pelo homem em relação ao espaço esférico a sua volta e a força gravitacional que mantém o observador na vertical porem no centro de seu campo de visão. Nesse sentido, a vertical é uma única linha imaginária que se pudesse ser vista por observadores localizados em pontos diferentes, tanto poderia ser uma curva como uma linha reta. Para o observador externo a vertical do observador interno é vista como sendo uma curva com (1/4 de círculo) que vai do horizonte (ou chão) a cabeça dele. Para o observador interno porém, essa linha é visto como uma reta que sai do horizonte para o ponto no zênite exatamente acima de sua cabeça.
Ainda em astronomia, num círculo de alturas iguais, a vertical de um astro, são as linhas imaginárias (em número infinito) ao redor de um hipotético observador  que partem perpendiculares, do horizonte ao astro, situado no zênite do observador, sendo que por "convenção", cada linha possui um valor calibrado em graus que vai de 0º a 360º no sentido do movimento dos ponteiros do relógio a partir dos nortes, que podem ser o boreal (no hemisfério norte) ou o austral (no hemisfério sul) e no caso, do astro encontrar-se fora do zênite ou seja abaixo da curva de 90º, a vertical torna-se uma só e o valor em graus se refere ao azimute da estrela. 

## Utilização
Em geometria e na matemática em geral, a horizontal é usada juntamente com a vertical para a elaboração de gráficos, tabelas etc. Na épura da geometria descritiva, por exemplo, a intersecção dos planos de projeção horizontal e vertical resulta na linha de terra, que é uma reta horizontal.

Em topografia, a horizontal serve de referência para se determinar uma posição em relação a uma determinada altitude.